# Studenzen
Studenzen là một đô thị thuộc huyện Feldbach trong bang Steiermark, nước Áo. Đô thị Studenzen có diện tích 5,92 km², dân số cuối năm 2005 là 310 người.